# Tratatul de reasigurare
Tratatul de reasigurare, în vigoare în perioada 1887 – 1890, a fost o înțelegere stric secretă dintre Germania și Rusia. Doar un grup restrâns de responsabili de cel mai înalt nivel din Berlin și St. Petersburg erau informați cu privire la existența lui. Acest tratat a fost o componentă de cea mai mare importanță a rețelei foarte complexă și ingenioasă de alianțe create de Bismarck, destinată să mențină pacea în Europa, să apere influența economică, diplomatică și politică a Germaniei pe continent. Tratatul prevedea ca fiecare parte semnatară să rămână neutră dacă cealaltă era implicată într-un război cu o a treia mare putere. Această prevedere nu se aplica dacă Germania ataca Franța sau Rusia ataca Austria. Germania a „plătit” pentru prietenia rușilor prin acceptarea lărgirii sferei de influență a Imperiului Rus în Bulgaria și Rumelia Orientală (acum parte a Bulgariei de sus) și prin sprijinirea acțiunilor rușilor pentru păstrarea  controlului în Marea Neagră. După ce tratatul nu a fost reînnoit în 1890, Rusia s-a orientat spre semnarea unei alianțe cu Franța
Acest tratat a fost semnat după ce Dreikaiserbund (Liga celor Trei Împărați – german, austriac și rus) a încetat să mai existe în 1887. Liga și-a încetat existența datorită competiției dintre Austro-Ungaria și Imperiul Rus pentru sfere de influență în Balcani. La începutul anului 1887, un diplomat rus a plecat la Berlin ca să propună germanilor un tratat care ar fi făcut ca Rusia să adopte o neutralitate amicală în cazul unui război dintre Germania și Franța în schimbul recunoașterii de către Germania a intereselor rusești în Bulgaria și a promisiunii pentru o neutralitate amicală în cazul în care rușii ar fi ocupat strâmtorile otomane. Bismarck era un sprijinitor convins al acordului, nu și țarul  Alexandru al III-lea, care a fost în cele din urmă convins de ministrul lui de externe, Nikolai Ghirs, care a afirmat că în absența unei alianțe cu Franța, acceptarea acestui tratat era cea mai bună soluție. Bismarck nu a fost însă de acord ca Germania să rămână neutră în cazul în care Rusia ar fi intrat în război cu Austria, explicând cum Berlinul a semnat un tratat cu Viena imposibil de încălcat (Triplei Alianțee).
Obiectivul pe termen lung al lui Bismarck – menținerea păcii în Europa – era amenințat de rivalitatea tot mai crescută dintre Rusia și Austro-Ungaria pentru dominație în Balcani. Bismarck considera că această înțelegere era esențială pentru împiedicarea unei alianțe ruso-franceze. Politica lui Bismarck urmărea menținerea Franței în izolarea diplomatică pentru evitarea unui război pe două fronturi, în care Germania să fie obligată să facă față atât Franței în apus cât și Rusiei în răsărit. Bismarck risca ca, acceptând ca Rusia să își extindă sfera de influență spre Mediterana, să aibă tensiuni diplomatice cu Viena. 
Tratatul semnat de Bismarck și de Nikolai Ghirs, ministrul de externe rus, avea două părți: 
1. Germania și Rusia erau de acord să păstreze o neutralitate binevoitoare, dacă cealaltă parte era implicată într-un război cu o a treia putere. Dacă Germania ataca Franța sau Rusia ataca Austro-Ungaria, această prevedere nu se aplica. În aceste cazuri, alianțele bilaterale distincte puteau să intre în vigoare. Tratatul de reasigure se aplica în aceste cazuri doar dacă Franța sau Austro-Ungaria erau statele agresoare.
2. În protocolul de încheiere, cel mai secret, Germania urma să își declare neutralitatea în cazul unei intervenții a Rusiei împotriva Imperiului Otoman pentru controlul strâmtorilor Bosfor și Dardanele.

Ca parte a sistemului lui Bismarck de „diversiune periferică”, tratatul depindea în cea mai mare măsură de prestigiul lui. În 1890, după ce Bismarck a fost demis, când Rusia a cerut reînnoirea tratatului, Germania a refuzat. Succesorul lui Bismarck, Leo von Caprivi, a considerat că nu există nici un motiv să menajeze Rusia. Toți responsabilii politicii externe germane au hotărât în unanimitate că respingerea acestui acord era necesară pentru că intra în contradicție cu angajamentele Germaniei față de Austria, Regatul Unit, România sau Italia. De exemplu, Tratatul de reasigurare intra în conflict cu tratatul secret din 1883 în care Germania și Austria promiteau protecție României. Rusia nu știa nimic despre această înțelegere secretă. Kaiserul Wilhelm al II-lea avea încă o influență foarte ridicată în politica externă și considera că prietenia cu țarul Alexandru al III-lea era suficientă să asigure legături diplomatice extraordinare. Principala lui prioritate a devenit construirea unei relației mai bune cu Regatul Unit. Relațiile anglo-ruse au fost mult tensionate de dorința Rusiei de preluare a controlului asupra strâmtorilor care legau Marea Neagră de Mediterană. Londra se temea că expansiunea Rusiei spre sud ar putea să amenințe interesele coloniale britanice din Orientul Mijlociu. Franța, disperată să găsească un aliat, s-a implicat financiar în reconstruirea economiei Rusiei și a reușit să semneze o alianță cu aceasta în 1894, punând astfel capăt izolării sale diplomatice. Demiterea lui Bismarck, temperamentul capricios al lui Wilhelm al II-lea și politica imprevizibilă a succesorului lui Bismarck au fost cauzele care au contribuit la instabilitatea internațională.
În 1896, Bismarck, care nu mai ocupa nicio funcție publică, a provocat o mare tulburare pe scena politică internațională când a divulgat unui ziar german existența tratatului. El l-a acuzat pe succesorul lui, contele Caprivi, pentru nereînnoirea tratatului în 1890. Bismarck a afirmat că renunțarea la tratat a făcut posibilă apropierea franco-rusă.  Istoricii sunt de acord că Tratatul de reasigurare nu a avut în sine o importanță prea mare, dar renunțarea la el a fost un punct de cotitură decisiv pentru îndepărtarea Rusiei de Germania și apropierea de Franța, aceasta fiind una dintre cauzele pentru izbucnirea Primului Război Mondial..

## Vedeți și
- Relațiile internaționale dintre Marile Puteri (1814–1919)